# Early One Morning
Early One Morning est une ancienne chanson folklorique anglaise.

## Popularité
Cette chanson est particulièrement notable pour son utilisation dans de nombreuses reprises de chansons folkloriques, par exemple son utilisation dans le générique de la Radio Anglaise BBC Radio 4, qui jusqu'en avril 2006 la jouait chaque matin à 5h 30.
Une version ésotérique de la chanson, reprise et chantée par Jim Moray a été nommée dans la catégorie Meilleures Chansons Traditionnelles aux BBC Radio 2 Folk Awards en 2004.
Elle a également gagné en notoriété avec le choix de chanson de Frank Spencer pour la comédie de situation de la BBC  Some Mothers Do 'Ave 'Em.
C'est aussi le titre d'un album de 1988 de Sarah Brightman.